# Sint-Servatiusschool
De Sint-Servatiusschool, tot 1937 Herbenusschool, ook bekend als Kumulusgebouw of Kumulus-West, is een voormalig schoolgebouw aan de Herbenusstraat in het centrum van de Nederlandse stad Maastricht, dat in gebruik is als amateurkunstencentrum. Het gebouw uit 1912 in neorenaissancestijl is sinds 1997 een rijksmonument. De naastgelegen conciërgewoning is een gemeentelijk monument.

## Geschiedenis

### Openbare lagere school

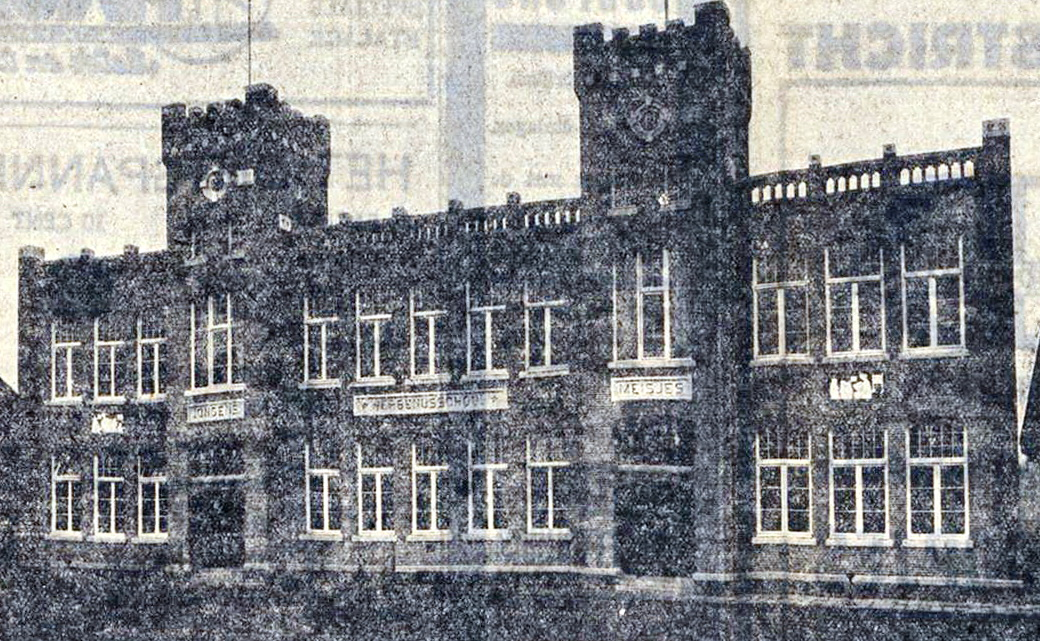
De openbare Herbenusschool voor jongens en meisjes, vóór 1938

De Sint-Servatiusschool, die aanvankelijk bekend stond als Herbenusschool, werd in 1912 in gebruik genomen als openbare lagere school voor on- en minvermogenden. Het ontwerp van het schoolgebouw, dat gebouwd werd in opdracht van de Gemeente Maastricht, was van de directeur van Gemeentewerken ir. J.G.H. (Guillaume) Schoth (1858-1934). De aanbesteding voor de bouw van de school met portierswoning vond plaats in april 1911. Laagste inschrijver met 80.080 gulden was B. Spreeuwenberg uit Venlo.
De school stond open voor zowel jongens als meisjes, maar de lessen vonden gescheiden plaats. Als gevolg van de Lager-onderwijswet van 1920, die de wettelijke gelijkstelling van het openbaar en het bijzonder onderwijs behelsde, voelde de gemeenteraad van Maastricht zich gedwongen te bezuinigen op de onderwijsbegroting van het openbaar onderwijs, onder andere door de functies van vakonderwijzers en conciërges op te heffen. Op de Herbenusschool, die toen gesplitst werd in een jongensschool en een meisjesschool(?), moesten de hoofden weer les gaan geven. Begin jaren 1920 vielen de leerlingenaantallen bij de verschillende openbare lagere scholen in Maastricht tegen. In 1924 werden, in het kader van bezuinigingen, vier lokalen van de Herbenusschool in bruikleen afgestaan aan de Broeders van de Onbevlekte Ontvangenis van Maria van het vlakbij gelegen klooster De Beyart. Dezen verplaatsten hun in 1908 opgerichte ulo-school hier naartoe. De ingang bevond zich aan de achterkant van het gebouw, aan de Cellebroedersgang (nu: Cellebroedersstraat). De uitbreiding van het bijzonder (lees: RK) onderwijs in het gebouw van de openbare school baarde enkele socialistische raadsleden zorgen. Ook het Stadsteekeninstituut, vanaf 1926 Middelbare Kunstnijverheidsschool, was in het gebouw aan de Herbenusstraat gevestigd. Mogelijk maakte een avondschool, beheerd door de R.K. Vereeniging Handelsschool, eveneens gebruik van het gebouw. Leerlingen werden daar opgeleid voor het middenstandsdiploma en er werden tuinbouwcursussen gegeven. De avondschool was eveneens bereikbaar via de Cellebroedersgang. Daarnaast vonden veel verenigingen onderdak in een van de lokalen, met name 's-avonds.
In de jaren 1930 liepen de leerlingenaantallen van de openbare school verder terug, waardoor het gebouw te groot en te duur werd. Nadat als bezuinigingsmaatregel de openbare school aan de Spilstraat was opgeheven en de leerlingen van die school waren overgeplaatst naar de Herbenusschool, besloot de gemeenteraad twee jaar later de (grotere) Herbenusschool op te geven en de school aan de Spilstraat opnieuw in gebruik te nemen. Daarmee kwam een einde aan het openbare onderwijs aan de Herbenusstraat.

### Rooms-katholieke BLO-school
"Zwakzinnige" of "achterlijke" kinderen, zoals kinderen met een verstandelijke beperking vroeger werden genoemd, konden lange tijd nergens in Maastricht terecht voor onderwijs. Ze werden geduld op de 'gewone' lagere scholen, waar ze weinig tot niets leerden en soms voor problemen zorgden. Het waren de Broeders van de Onbevlekte Ontvangenis van Maria ("Broeders van Maastricht"), die in 1912 de eerste rooms-katholieke school voor deze vorm van buitengewoon lager onderwijs (BLO) in Nederland stichtten. Gangmaker van het eerste uur was broeder Joannes/Jan Baptist F.I.C., geboren als Johannes Jacobus Willems (1879-1944).
Begonnen werd in september 1912 met één leerkracht (br. Jan Baptist) en twaalf leerlingen, allen jongens, in een door architect J.G.H. Schoth ontworpen en door de Gemeente Maastricht bekostigd gebouw in de Bogaardenstraat. In 1913 kon al een tweede leerkracht worden aangesteld, br. Hubertus, die bekend was met de van oorsprong Zweedse slöjd-onderwijsmethode, die handenarbeid centraal stelt en die door de school decennialang in praktijk werd gebracht. Veel leermiddelen werden door de leerkrachten zelf gemaakt. De naam Sint-Servatiusschool, verwijzend naar de patroonheilige van Maastricht, kreeg de school pas in 1920, omdat de officiële benaming School voor Bijzonder Onderwijs nauwelijks begrepen werd en men af wilde van de populaire benaming "stommenschool". In 1923 werd de school uitgebreid met een 'bezinkingsklas', een soort brugklas, bedoeld om 'licht-' en 'zwaarzwakzinnigen', ook wel 'debielen' en 'imbecielen' genoemd, van elkaar te scheiden. In 1925 waren er 51 leerlingen en vier leerkrachten. In 1926 verhoogde de Gemeente Maastricht de bijdrage per kind van 20 naar 25 gulden. In hetzelfde jaar bleek uit een onderzoek dat de meeste oud-leerlingen goed terecht waren gekomen.
In 1933 begonnen de Zusters van het Arme Kind Jezus in hun klooster aan de Boschstraat een BLO-school voor meisjes, de Claraschool, aanvankelijk met twee klassen. In het bijbehorend internaat, de Clarastichting, vingen ze zwakzinnige voogdijkinderen op. De Claraschool had in 1952 247 leerlingen en was daarmee groter dan de Sint-Servatiusschool (167 leerlingen). De school was begin jaren 1970 nog aan de Boschstraat gevestigd.
In 1937 verhuisde de Sint-Servatiusschool naar het door het vertrek van de openbare lagere school vrijgekomen gebouw aan de Herbenusstraat, waar de school aanzienlijk meer ruimte kreeg. Vanaf 1937 werden ook leerlingen van buiten de gemeente Maastricht toegelaten, waardoor de school de functie van streekschool ging vervullen. Broeder Jan Baptist, die vanaf het begin schoolhoofd was geweest, werd in het jubileumjaar 1937 geridderd (Orde van Oranje-Nassau). In 1939 werd hij als hoofd opgevolgd door Frans Kalwy, ofwel br. Tiburtio F.I.C. (1907-1991), die eveneens veel betekend heeft voor het BLO-onderwijs in Maastricht. In 1955 waren aan de school een vaste psycholoog (br. Modestinus) en een logopedist (br. Berthilo) verbonden. Bij het gouden jubileum, in 1962, verscheen het gedenkboek 50 jaar b.l.o. te Maastricht.
Na zijn pensioen werd br. Tiburtio Kalwij opgevolgd door br. Guido Wigman. Eerstgenoemde bleef echter actief voor het buitengewoon onderwijs in Maastricht. Vanuit de gedachte om de samenwerking tussen de beide BLO-scholen, de LOM-scholen en de ZMOK-scholen te bevorderen, zocht hij contact met de besturen van die scholen om te komen tot één bestuur voor buitengewoon onderwijs. In 1968 richtte hij de Stichting Buitengewoon Onderwijs Maastricht (BOM) op en bracht de Sint-Servatiusschool er in onder. De andere besturen gingen hier niet in mee. In 1972 volgde Frans Heijerman br. Wigman op als directeur. Hij kreeg de opdracht mee om het gebouw aan de Herbenusstraat te moderniseren ofwel een nieuwe school te bouwen in Maastricht-Oost. In overleg met de gemeente Maastricht werd besloten tot nieuwbouw om zodoende zowel in Maastricht-West als in Maastricht-Oost een BLO-school te hebben voor zowel jongens als meisjes. De realisering van de nieuwbouw van de Sint-Servatiusschool zou nog zeven jaar op zich laten wachten.
In 1976 werden de eerste meisjes toegelaten. Omstreeks dezelfde tijd werd de school uitgebreid met een afdeling voor voortgezet speciaal onderwijs. In 1979 verhuisde de Sint-Servatiusschool naar nieuwbouw aan de Bemelergrubbe 5 in Scharn. Het nieuwe schoolgebouw was ontworpen door architect Ab König in samenspraak met het team van de school. Felix van de Beek ontwierp het speelterrein, waarbij ervaringsgerichte activiteiten centraal stonden. Het onderwijs richtte zich sterker op het behalen van basisvaardigheden, lezen, rekenen en sociale vaardigheden, waarin redzaamheid en eigen verantwoordelijkheid een belangrijke rol speelden. Toeleiden naar de arbeidsmarkt middels stageactiviteiten werd steeds belangrijker.
In 1983 werd Stichting Speciaal Onderwijs Maastricht opgericht. In overleg met ouders van de leerlingen, het bestuur van de school, de medezeggenschapsraad en het personeel werd gekozen voor een algemeen bijzondere nominatie van de nieuwe stichting. In 1996 werden MLK Servatius, MLK Maria Virgo, LOM Overbunde, LOM Sint-Michaël en VSO-LOM Sint-Michaël ondergebracht in Stichting Speciaal Onderwijs Maastricht. In 1999 ging de wetswijziging Primair Onderwijs in, wat leidde tot de vorming van twee Speciale Basisscholen (SBO), één VSO-MLK-school en één VSO-LOM-school in Maastricht. De SBO De Opstap werd gevormd door een fusie van LOM-school Overbunde en de afdeling SO van Sint-Servatius, met als directeur Huub Dolmans. De VSO-MLK-afdelingen van Maria Virgo en Sint-Servatius fuseerden tot Praktijkschool Terra Nigra, met als directeur Frans Heijerman.

### Amateurkunstencentrum

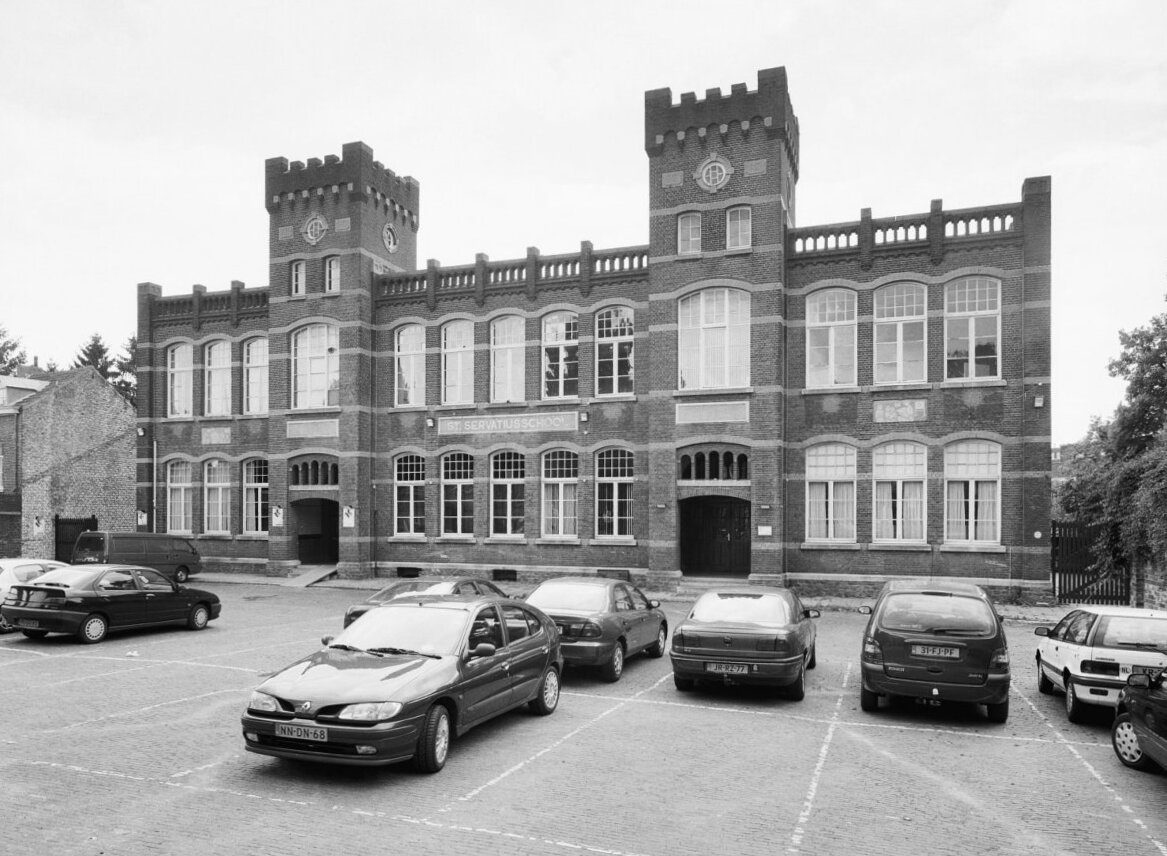
Kumulusgebouw in 2001. De voormalige speelplaats is parkeerterrein geworden

Na het vertrek van de Sint-Servatiusschool in 1979 werd het gebouw aan de Herbenusstraat de huisvesting van het aan de gemeente gelieerde Centrum voor Creatieve Vorming, ofwel "Kreatief Centrum C.C.V.", zoals op de gevel kwam te staan. In 1993 fuseerde het CCV met de gemeentelijke afdeling Amateuristische Kunstbeoefening en Kreatieve Vorming (AKKV), waarvan de stedelijke muziekschool deel uitmaakte. Na een prijsvraag werd voor de nieuwe organisatie de naam Kumulus gekozen. Het amateurkunstencentrum bestond uit twee afdelingen, waarvan de afdeling Audio-visueel, Beeldend drama en Literatuur gevestigd was aan de Herbenusstraat. De afdeling Muziek en Dans werd gevestigd in het voormalige Franciscanessenklooster in Wyck, dat al sinds 1982 als muziekschool in gebruik was. De voormalige gymzaal van de Sint-Servatiusschool werd in 1995 verbouwd tot cultureel café met een bescheiden podium.
Vanwege gemeentelijke bezuinigingen stopten de muziek-, dans-, theater- en beeldende kunstlessen van Kumulus in 2022. De docenten, die eerder in dienst waren van Kumulus, moesten daarna als zzp'ers verder. De muziekschool verhuisde naar het Centre Céramique. De afdeling Beeldende Kunst maakte een doorstart als Vrije Academie Maastricht en de afdeling Dans als Dansatelier Maastricht, beide in het Kumulusgebouw aan de Herbenusstraat. De theaterdocenten gingen in hetzelfde gebouw verder onder de naam Theaterschool De Zuiderlingen. De Gemeente Maastricht blijft eigenaar van het gebouw en Kumulus treedt op als facilitator.

## Beschrijving

### Herbenusstraat 89, exterieur
Het oorspronkelijke ontwerp van de Herbenusschool van architect Schoth  uit 1911 is in de stijl van de neorenaissance, in die tijd veel gebruikt voor scholen en andere openbare gebouwen. Vrij ongebruikelijk voor die tijd zijn de platte daken van het hoofdgebouw (tegenwoordig met zonnepanelen). Het gebouw heeft een U-vormige plattegrond, waarvan de hoofdvleugel parallel loopt aan de Herbenusstraat. Tussen het schoolgebouw en de straat ligt een ruim schoolplein, met aan de straatzijde een omheining, die bestaat uit vrij hoge, op regelmatige afstanden geplaatste hekpijlers van baksteen, afgedekt met hardstenen dekplaten, die met elkaar verbonden zijn door lage muurtjes met ezelsruggen, waarop spijlenhekken geplaatst zijn.
De geheel symmetrische hoofdgevel wordt gedomineerd door twee vierkante torens, versierd met rondboogfriezen en bekroond door kantelen. Deze torenachtige traveeën bevatten de entrees met daarboven twee verdiepingen. Onder de dakrand bevinden zich aan weerszijden van de oculusvensters gevelstenen met het bouwjaar: "AN·NO 19·12". Tussen de torens bevindt zich een bouwvolume van twee bouwlagen, dat vijf traveeën breed is. De torens worden geflankeerd door bouwvolumes met drie traveeën. De gevel bestaat uit roodbruine baksteen, waarbij banden van oranjekleurige baksteen het geheel verlevendigen. Boven de vensters bewegen de banden mee met de segmentbogige vensteropeningen. De vensterindeling is regelmatig; de oorspronkelijke roedeverdeling, met onder andere vijftienruits bovenlichten, is nog intact. Een decoratief element is de gemetselde balustrade langs de dakrand. Een soortgelijke versiering van gemetselde spijlen bevindt zich boven de ingangen. De opschriften "ST. SERVATIUSSCHOOL" en "KUMULUS" zijn niet oorspronkelijk.
De dwarsvleugels hebben een vergelijkbare opbouw, waarbij de vensters in de buitengevels twee aan twee zijn gegroepeerd en die aan de binnenplaats door bakstenen kolommen van elkaar zijn gescheiden. In de gemetselde kolommen, die voorzien zijn van kleine vensters, zijn toiletten ondergebracht. De vensters aan het uiteinde van de dwarsvleugels, waar zich de trappenhuizen bevinden, zijn afwijkend vormgegeven: het zijn grote rondboogvensters met maaswerk en glas in lood. De binnenplaats werd oorspronkelijk afgesloten door een lage vleugel, waarvan het middendeel slechts een halve verdieping hoog is (deels souterrain) en waarop een smeedijzeren hekwerk is geplaatst. De zuidwestgevels, zowel de buitengevel als die aan de binnenplaats, zijn wit gepleisterd.
Aan de zuidoostzijde van het gebouw bevinden zich drie extra vleugels, die mogelijk later zijn toegevoegd. Ze hebben een iets andere uitstraling, doordat ze slechts één bouwlaag tellen en gedekt zijn met zadeldaken met oranje dakpannen. Wel sluit de detaillering van het metselwerk aan bij het hoofdvolume. Aan de noordoostzijde ligt de tot café-theaterzaal ingerichte gymzaal, die opvalt door de reeks van bijna gevelhoge, openslaande deuren. De acht paarsgewijs geordende dubbele deuren zijn elk voorzien van achtruits vensters. De bovenlichten bestaan uit drie achtruits vensters. Ook deze vleugels maken deel uit van het rijksmonument Herbenusstraat 89; dit in tegenstelling tot enkele kleinere aanbouwen aan de achterkant.

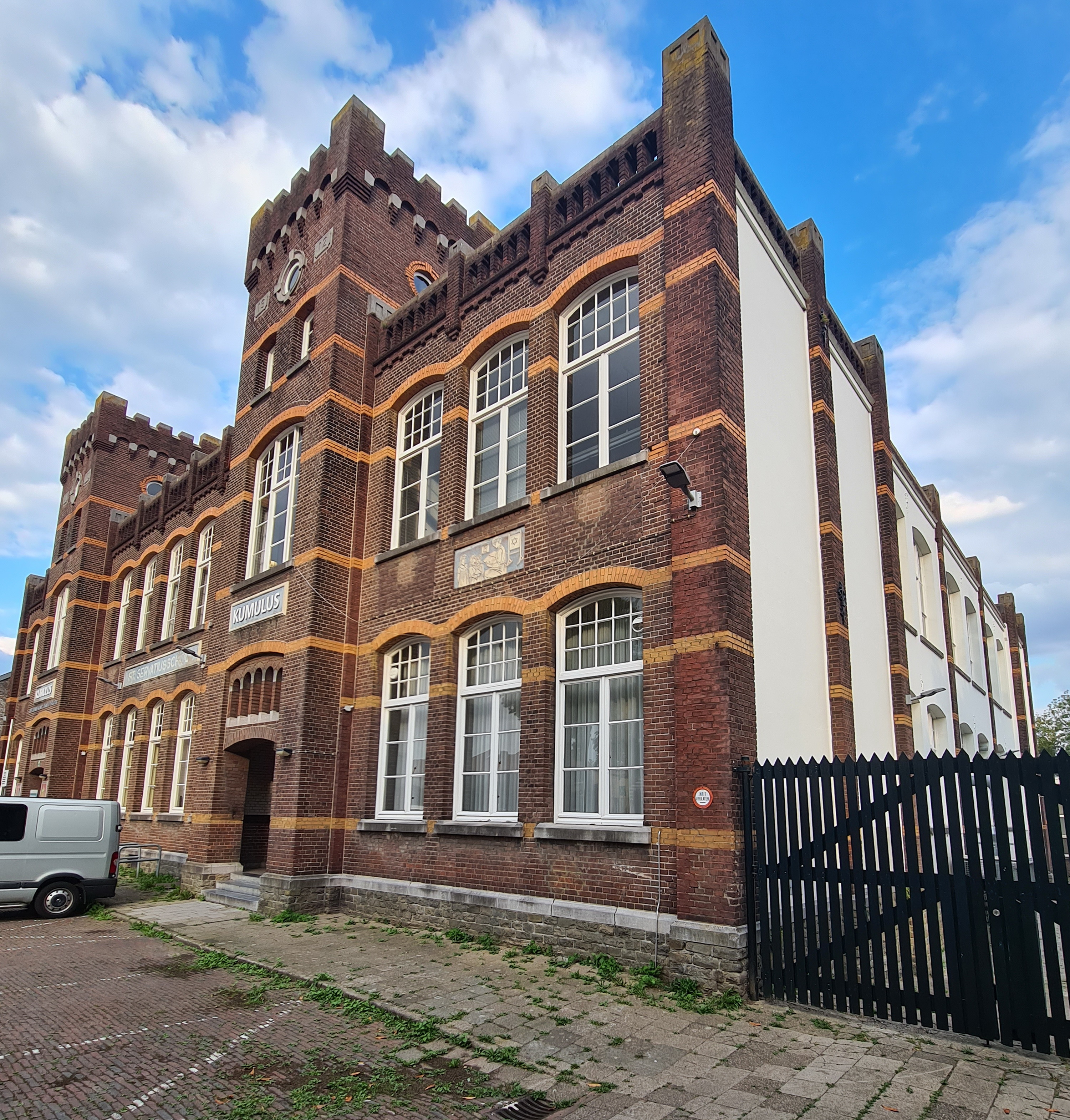
Voor- en zijgevel
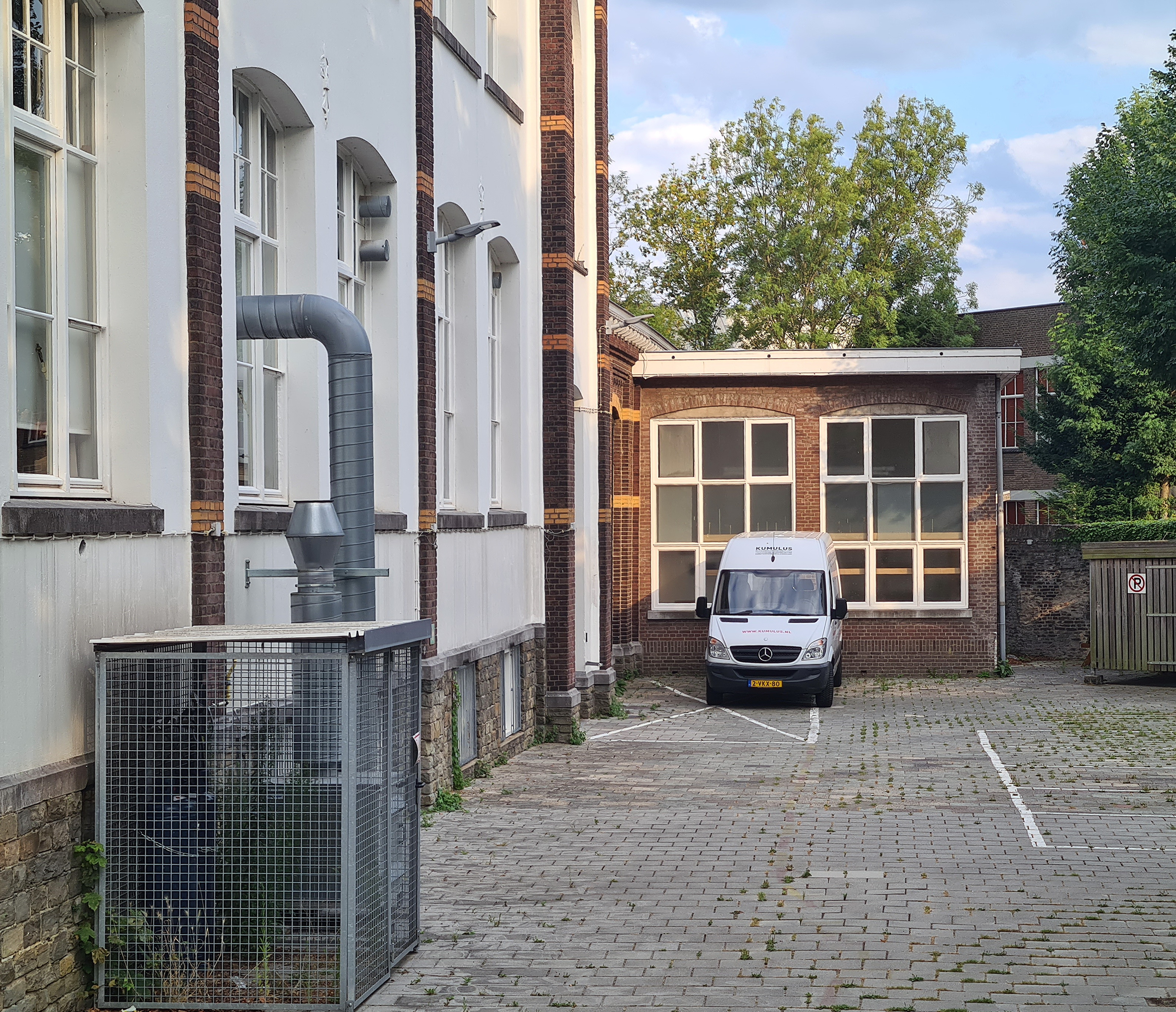
Zijgevel en lage aanbouw
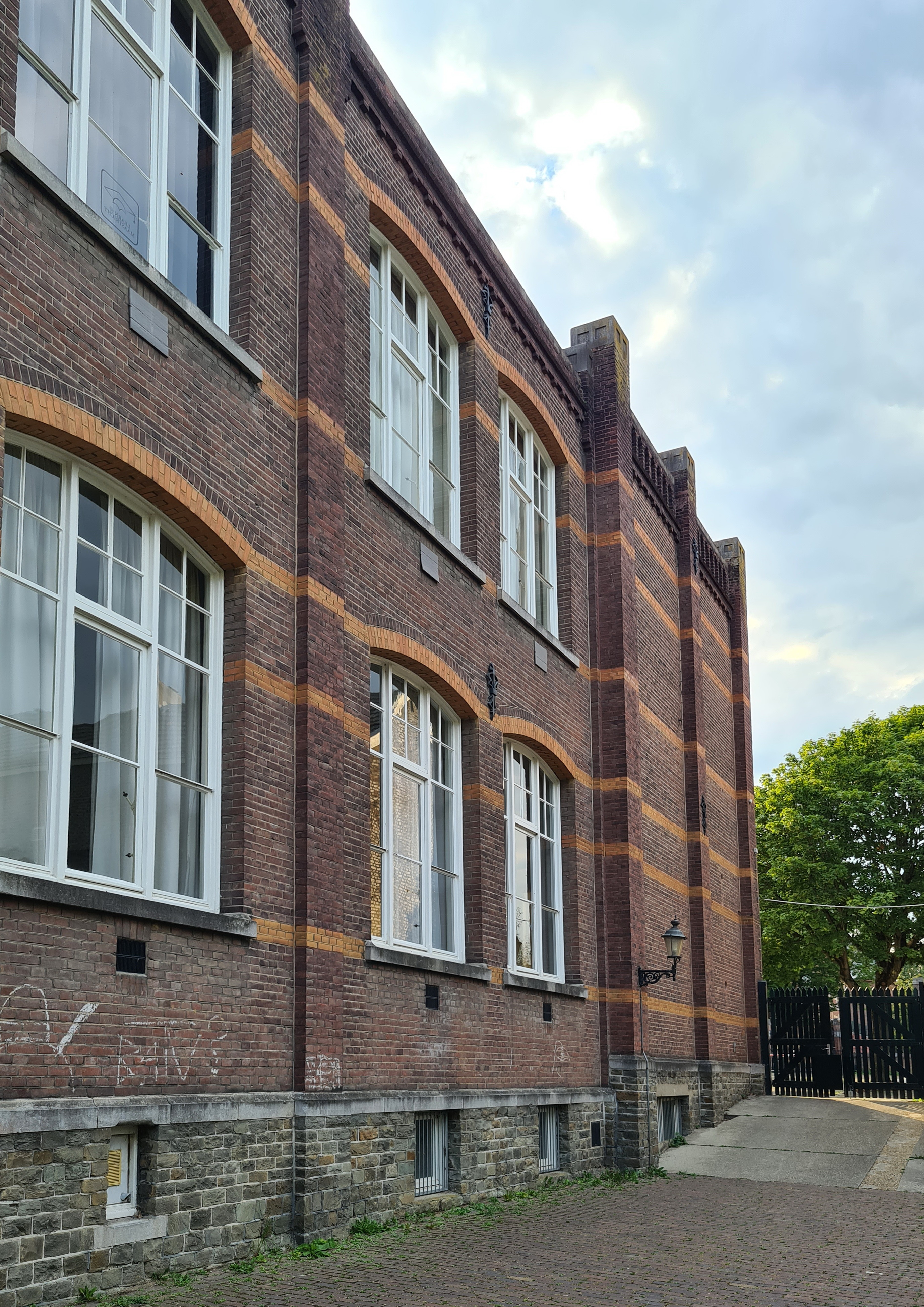
Rechter zijgevel
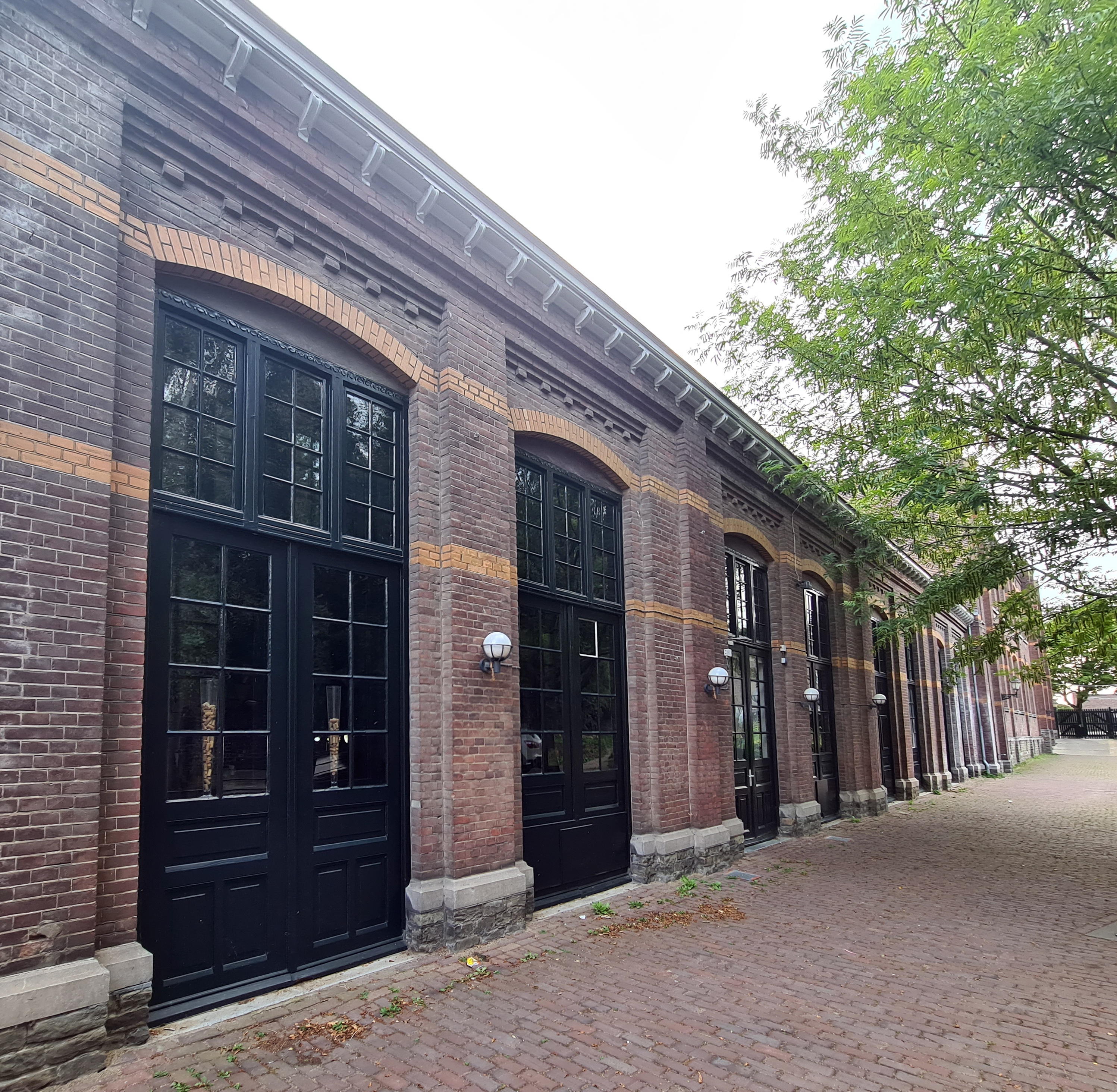
Voormalige gymzaal

### Herbenusstraat 89, interieur
In het interieur van het voormalige schoolgebouw zijn de originele terrazzo vloeren en trappen, smeedijzeren balustrades en houten deuren grotendeels bewaard gebleven. In de hal bevindt zich een kraan met terrazzo bassin. In de gangen zijn de oorspronkelijke kapstokken nog aanwezig. In het souterrain, deels opgetrokken uit mergelblokken, is de oorspronkelijke kolenkelder te herkennen.

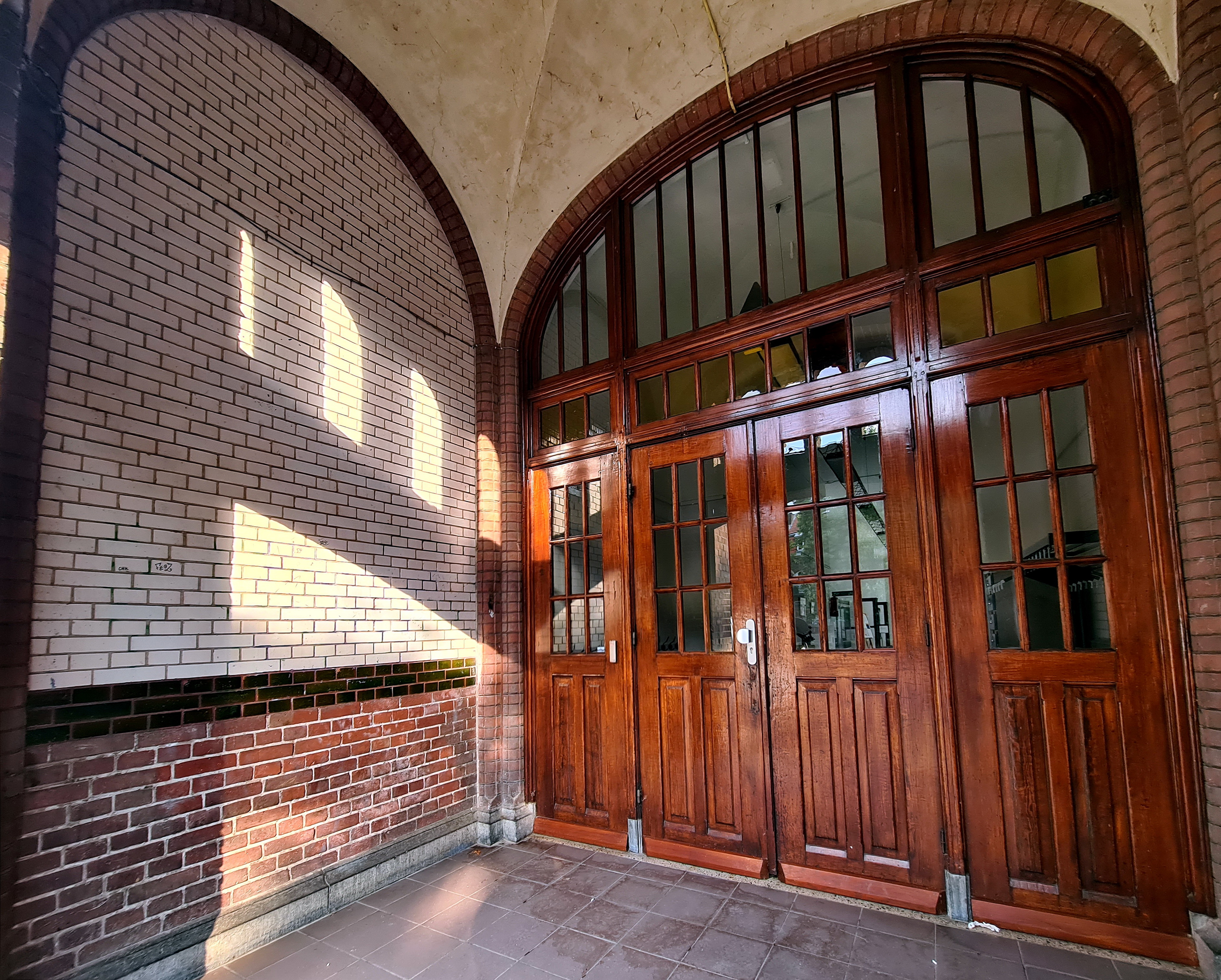
Portaal
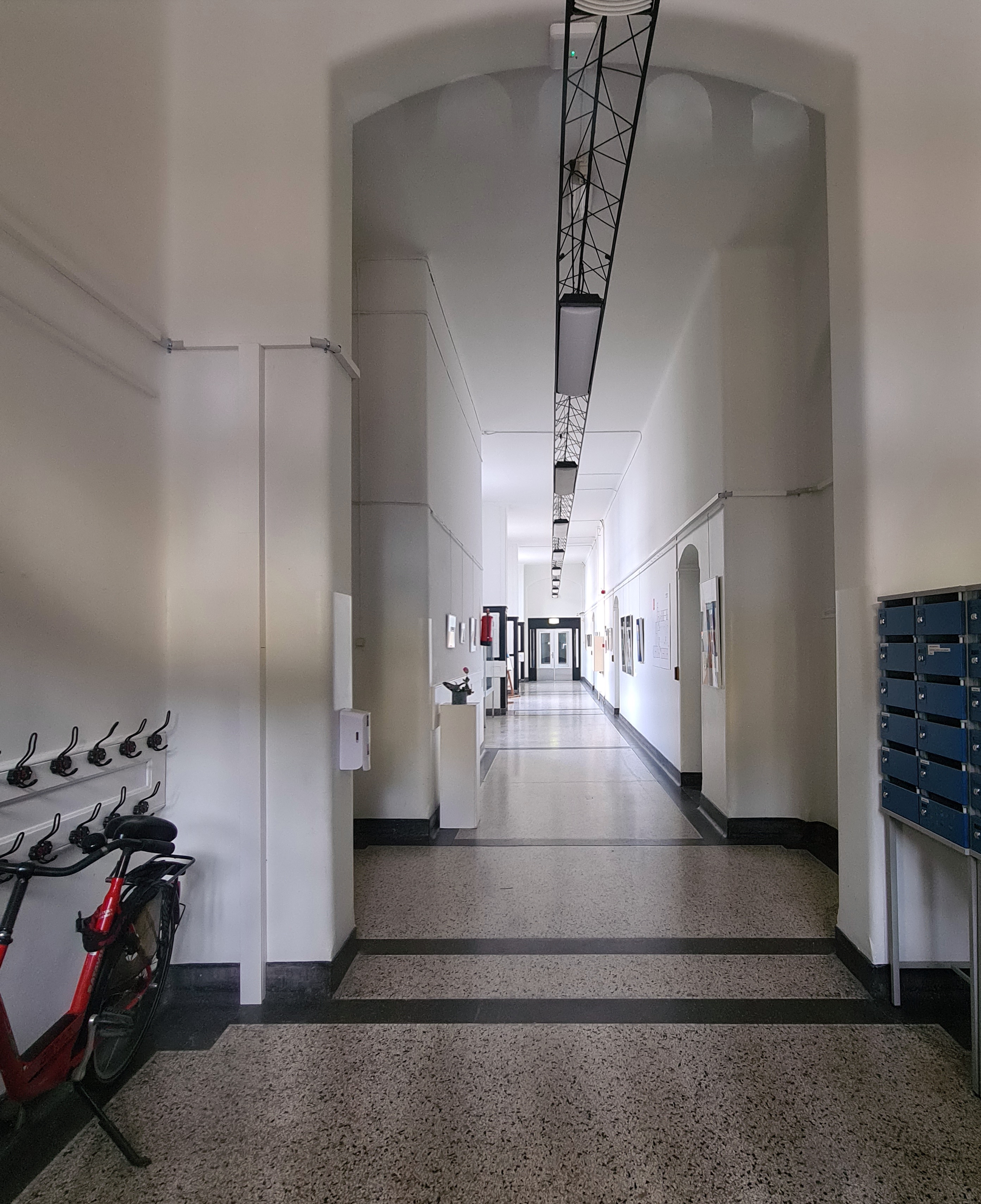
Gang met terrazzo vloer
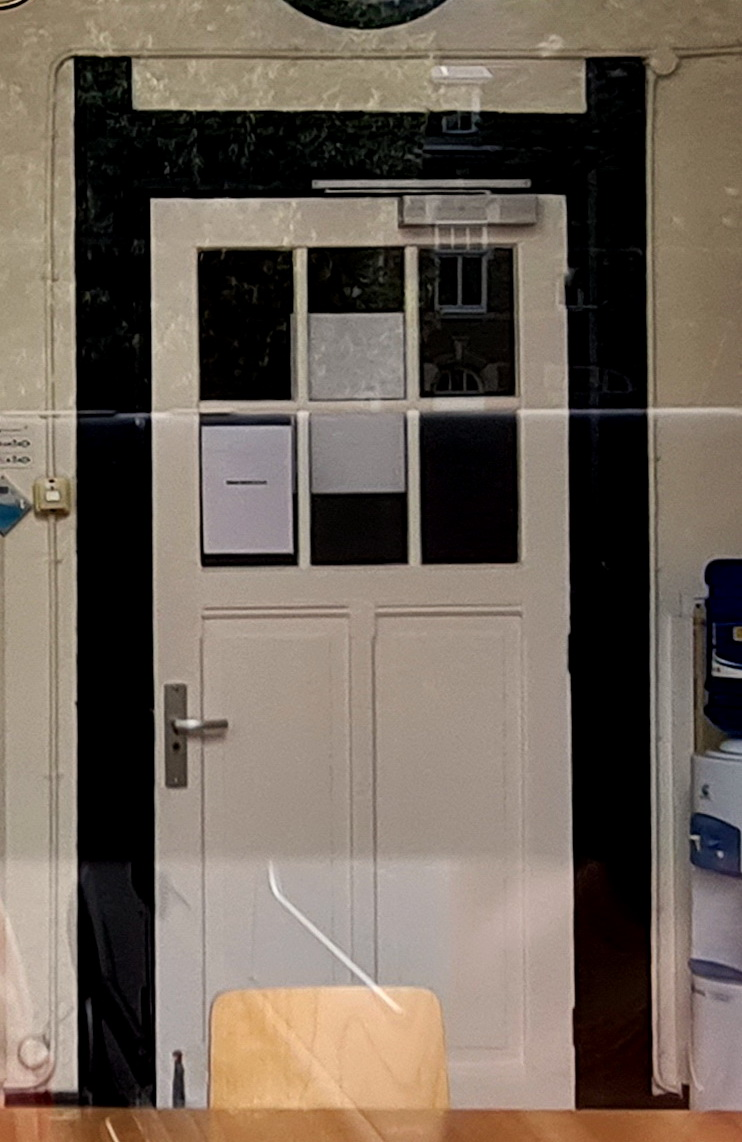
Originele deur
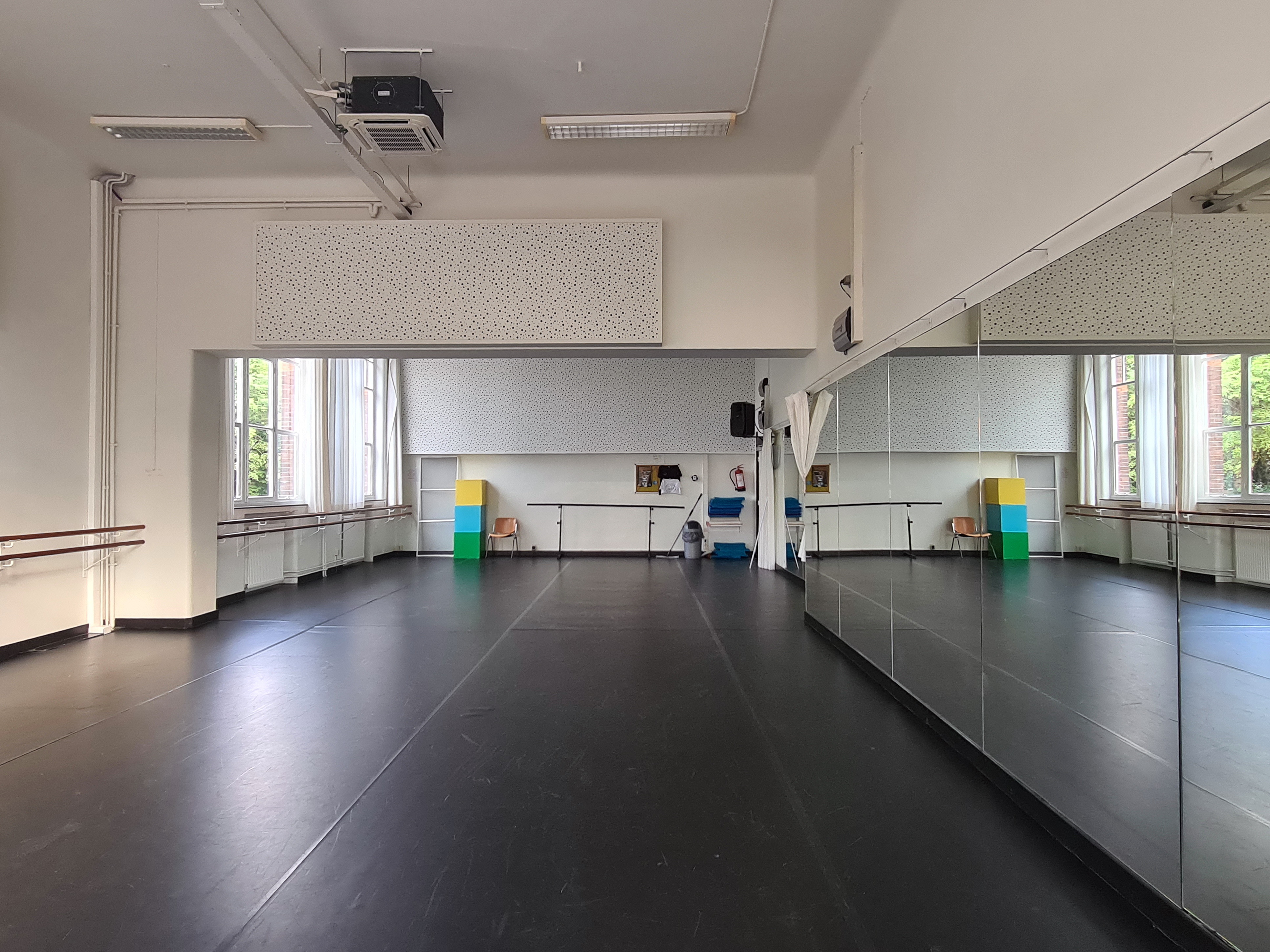
Balletstudio

### Herbenusstraat 89a
Rechts naast het schoolgebouw ligt de voormalige portiers- of conciërgewoning, eveneens uit 1912 en vermoedelijk van dezelfde architect. Het gemeentelijk monument bestaat uit een onderkelderd woonhuis met twee bouwlagen en een eenlaagse aanbouw aan de linker zijde. De voorgevel is twee gevelassen breed en opgetrokken in rode baksteen met sierbanden van oranje baksteen. De plint is van hardsteen. Het smallere linkerdeel van de gevel eindigt in een uitkragende Vlaamse gevel, afgedekt met hardstenen platen en een decoratieve gevelpunt. Dit deel heeft rood voegwerk, waarmee het zich onderscheidt van het rechter geveldeel, waarvan alleen de hoekliseen en de afsluitende lijst voorzien zijn van rood voegwerk. Op de begane grond is links een originele voordeur met gedeeld halfrond bovenlicht en, rechts daarvan, een originele hardstenen brievenbus. In de rechter gevelas bevindt zich een breed, driedelig venster met gedeelde bovenlichten en een hardstenen onderdorpel. De sieromlijstingen van de deur- en vensteropeningen hebben zand- of kunststenen aanzetstenen. De zijgevel van het woonhuis is blind, maar oogt door toepassing van siermetselwerk en rood voegwerk toch interessant. Zowel de voorgevel als de zijgevel van de lage aanbouw zijn voorzien van decoratief metselwerk en hoekkolommen met natuurstenen bekroning. In de zijgevel bevinden zich zes gepaarde boogvensters, waarvan er vier nog origineel zijn. De straatgevel van dit deel is blind. Wat de functie was van de lage aanbouw, die uit de bouwtijd moet dateren, is onduidelijk. Een identieke blinde gevel, echter zonder achterbouw, bevindt zich aan de andere kant van het schoolplein, grenzend aan nr. 87.

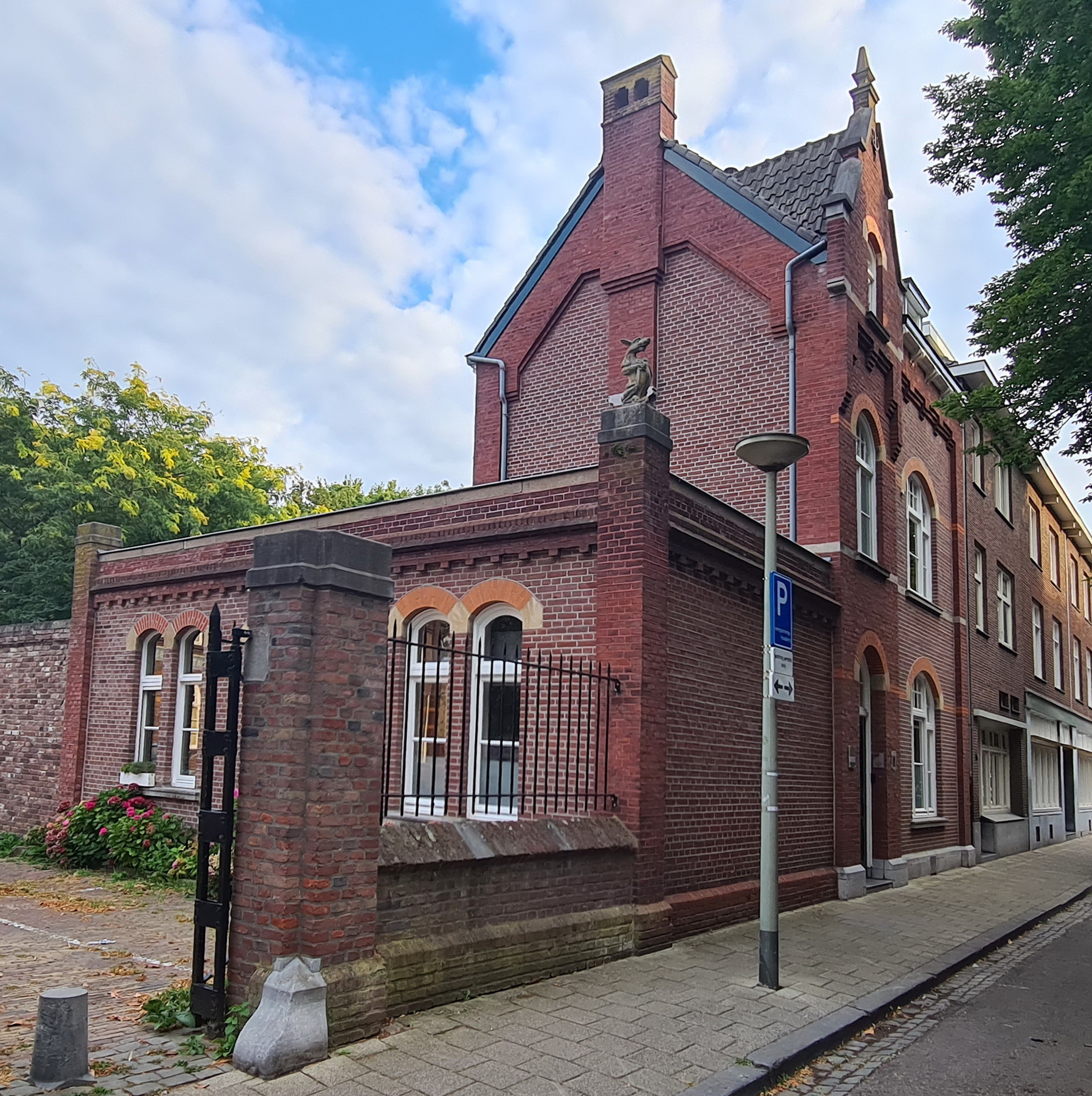
Overzicht conciërgewoning
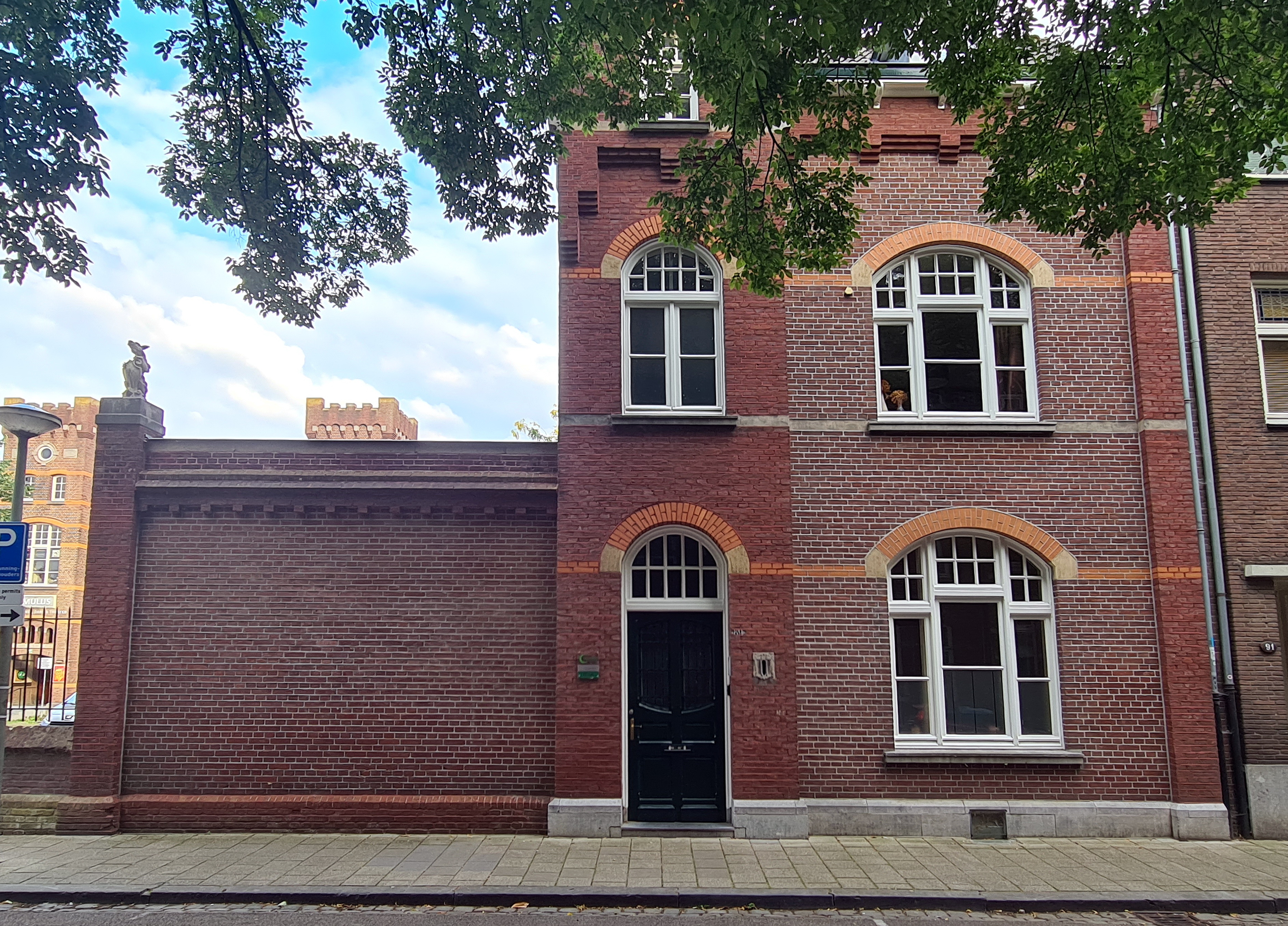
Voorgevel en lage aanbouw
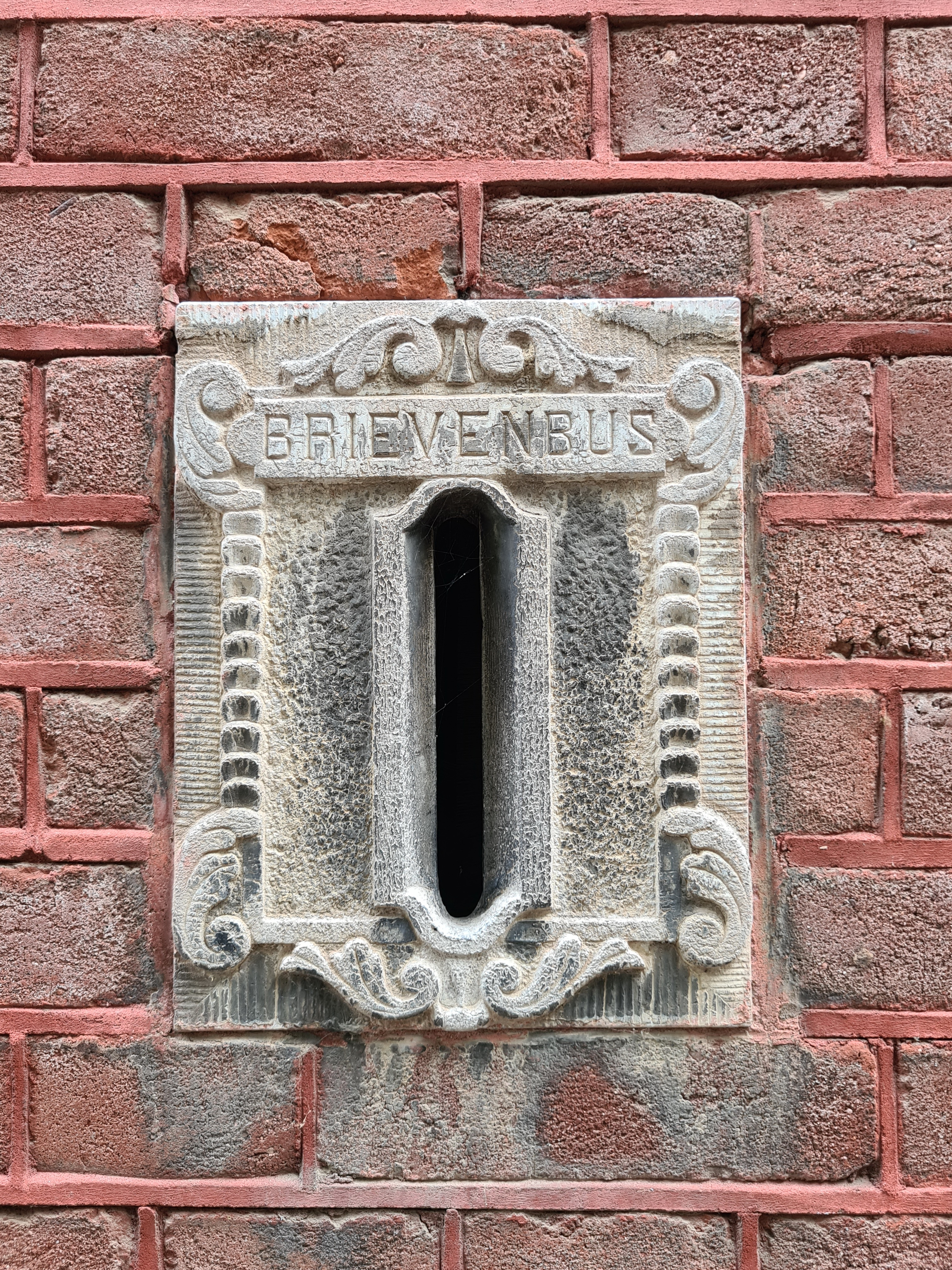
Geveldetail: brievenbus
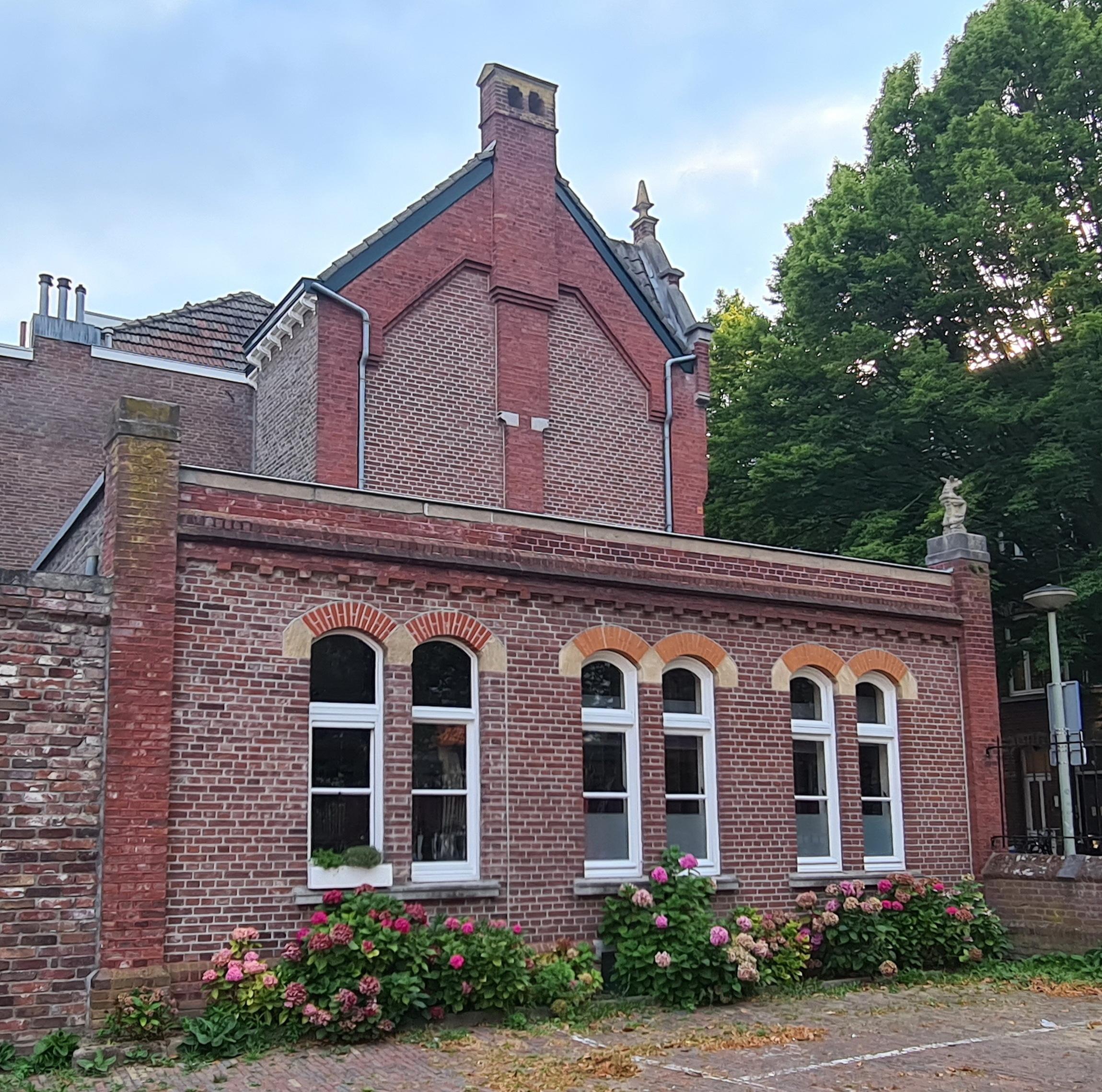
Zijgevel en lage aanbouw

### Kunst
Bijzonder zijn de twee sgraffitotableaus aan de gevel, die wellicht nog uit de bouwtijd stammen, aangezien ze verdiept in het metselwerk zijn aangebracht. Ze tonen taferelen van schoolkinderen rondom een schoolmeester (linker paneel) en schooljuffrouw (rechter paneel). Opvallend is het hexagram op het schoolbord in het rechter paneel. Of dit een verwijzing is naar de davidster als symbool van het Jodendom, is niet duidelijk. In elk geval werd het paneel tijdens de Tweede Wereldoorlog ongemoeid gelaten.
Op de noordelijke hoek van de lage aanbouw van Herbenusstraat 89a, grenzend aan het schoolplein, staat op een bakstenen hoekpijler een beeldje van een zittende draak of een ander fabeldier, dat een schild vasthoudt. Over de herkomst van het beeld is niets bekend, noch over de betekenis ervan. Waarschijnlijk is het oorspronkelijk niet bedoeld voor deze pijler.
Vóór de school, op de voormalige speelplaats, staat een kunstwerk zonder titel van Jef Wishaupt uit 1983, bestaande uit drie stalen discusschijven. Aan de noordkant van het gebouw, in de voormalige schooltuin, staat het beeld De vrijwilliger van Thom Puckey uit 2005.

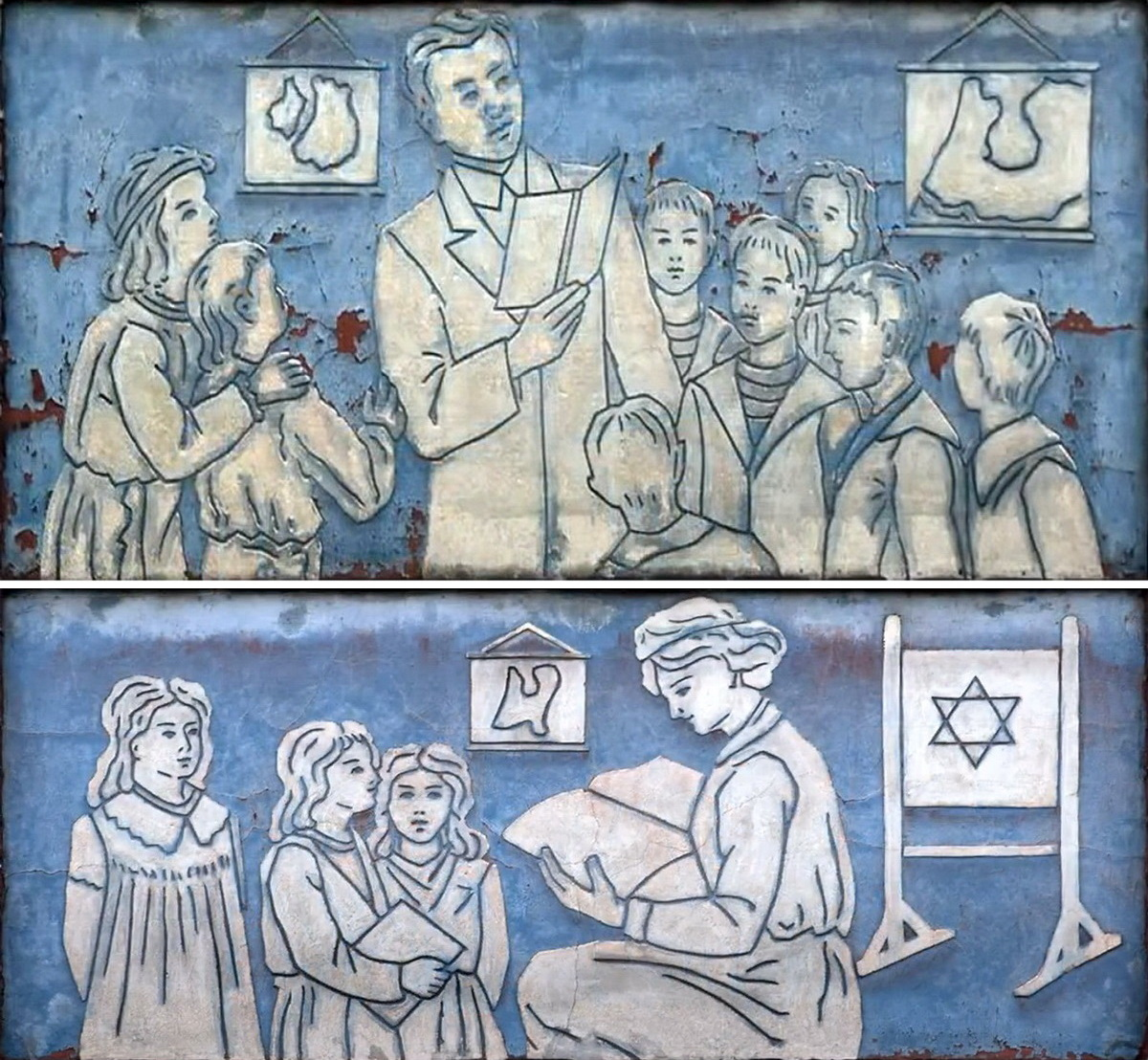
Sgraffitotableaus
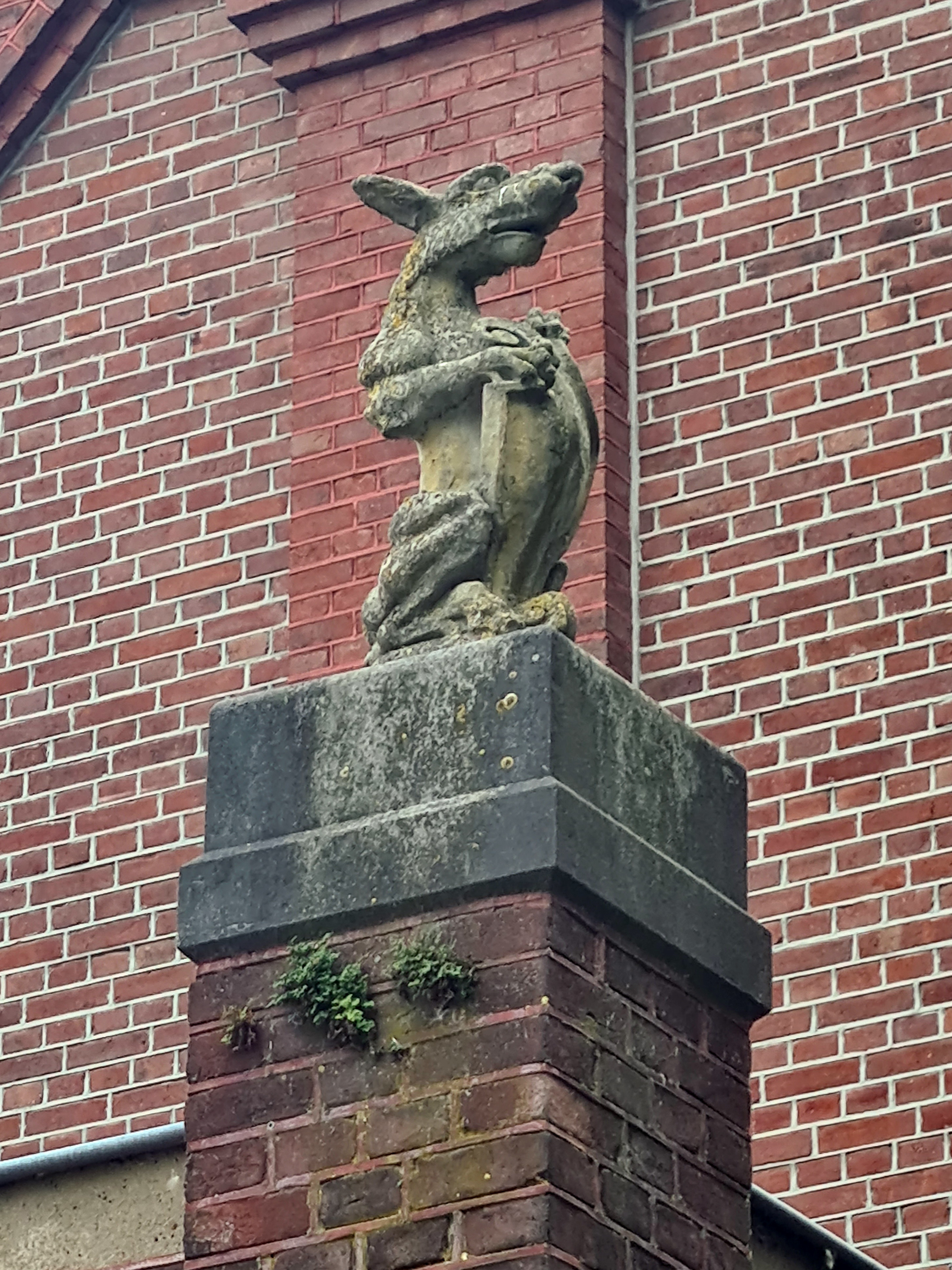
Beeld hoekpijler
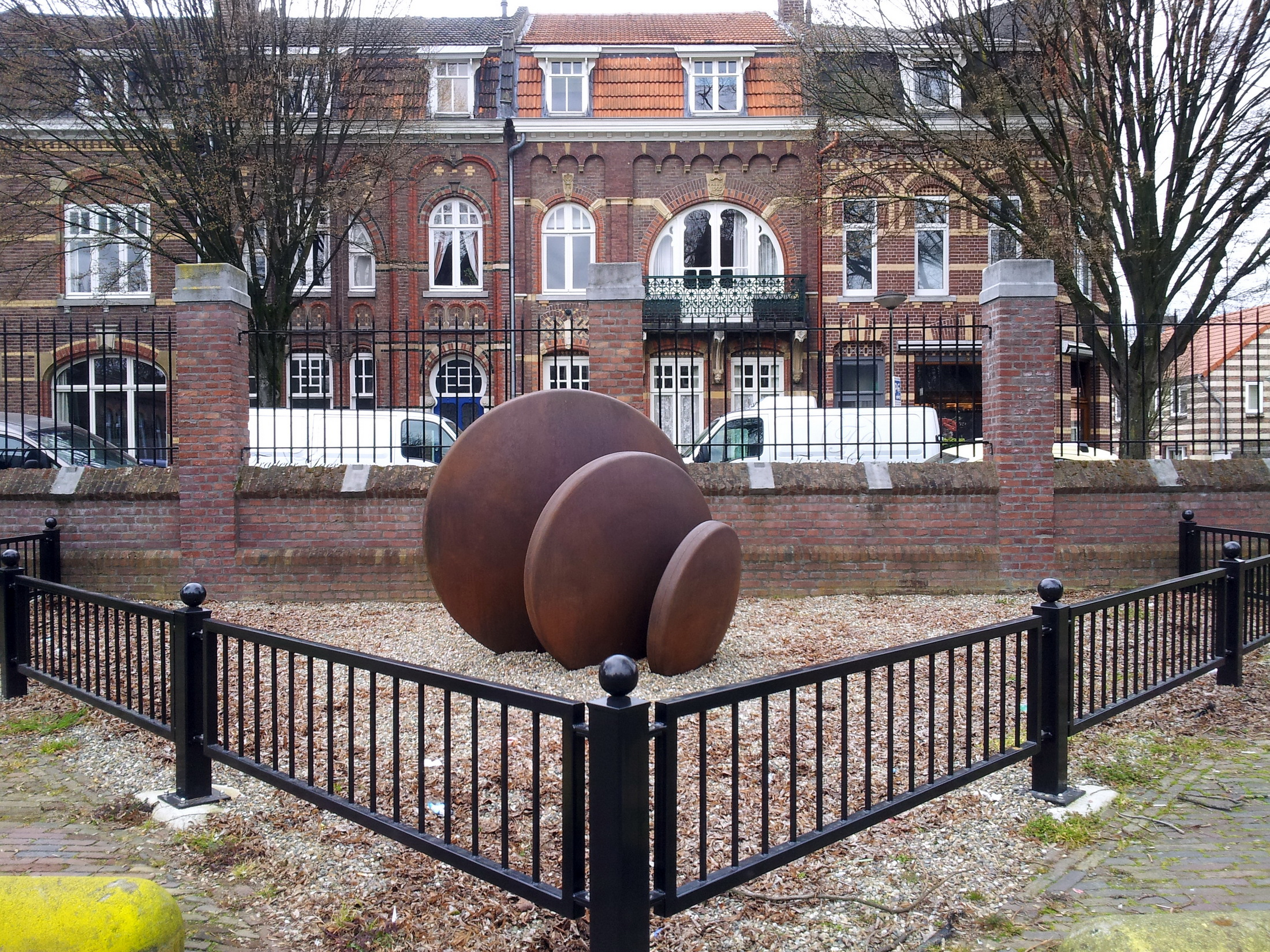
Beeld van Jef Wishaupt
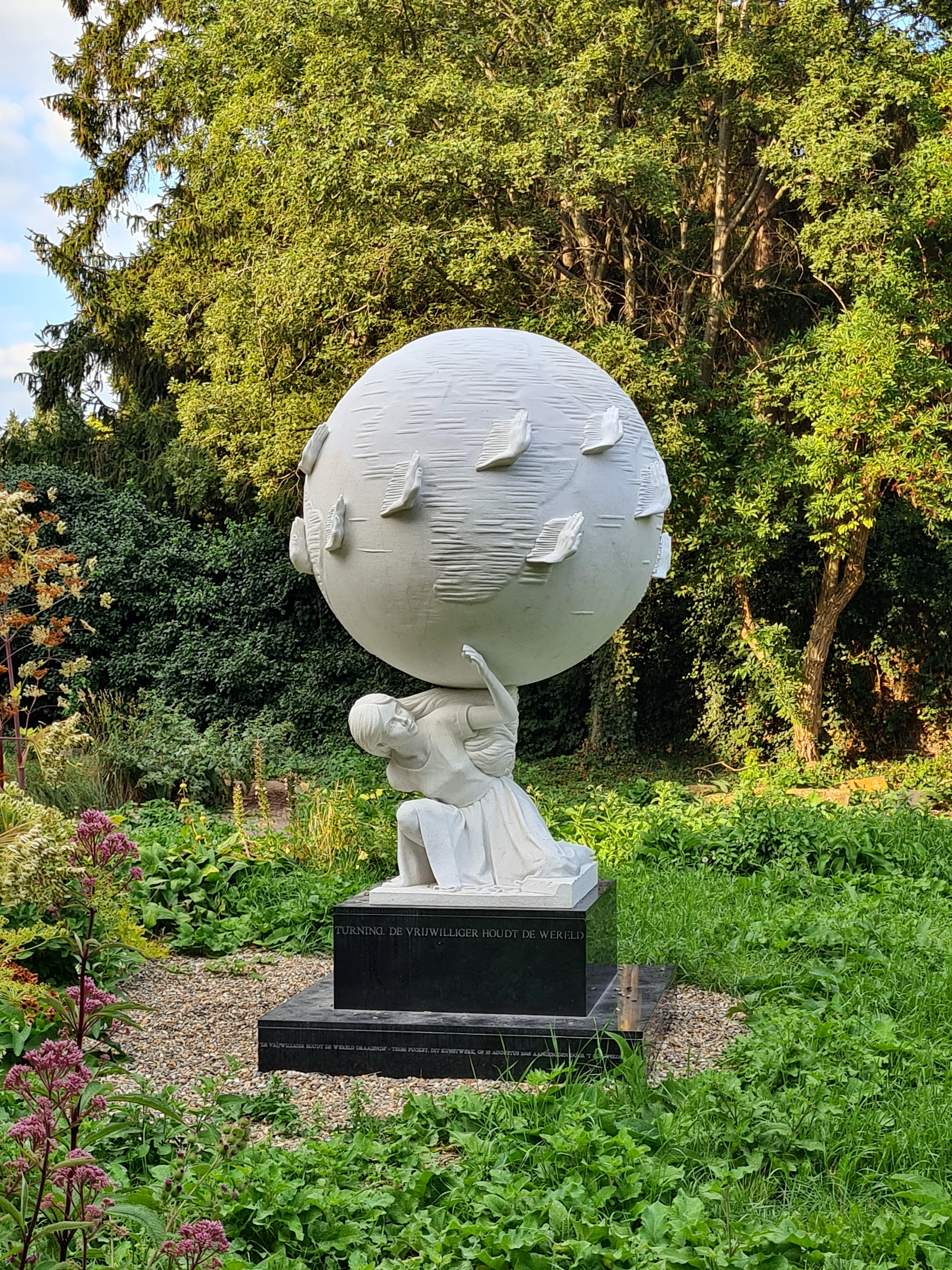
Beeld van Thom Puckey

## Varia
- Tijdens de Eerste Wereldoorlog werd een deel van de Herbenusschool gebruikt voor de opvang van Belgische vluchtelingen. In oktober 1914 verbleven daar ongeveer honderd mensen, die op stro sliepen. Later werd er op last van de gemeente een verkooppunt van varkensvlees ingesteld in een schoollokaal.[39]
- In januari 1926 was een groot deel van Maastricht overstroomd door de Maas en de Jeker. Ongeveer 150 bewoners van overstroomde gebieden werden door Het Nederlandse Rode Kruis in de Herbenusschool ondergebracht. Op 4 januari 1926 kreeg de school bezoek van koningin Wilhelmina en prins Hendrik, die de slachtoffers een hart onder de riem kwamen steken.[40]
- Een dodelijk ongeval vond plaats op 21 februari 1936 toen een schoolbord van 200 kilo van de muur viel en de twaalfjarige Christine Gybels van de Brouwersweg verpletterde.[41]
- In de Herbenusstraat lag nog een andere school: op het grote binnenterrein achter Herbenusstraat 39 bouwde de Vereeniging "Katholiek Onderwijs" omstreeks 1920 een school naar ontwerp van Sandhövel en Marres. Deze Sint-Matthiasschool was een katholieke lagere school voor jongens.[42] In 1948 werd de school omgezet in een middelbare handelsdagschool, Sint-Servaascollege genoemd. Aan de straat Hoogfrankrijk lag sinds 1903 een lagere school van de Broeders van Maastricht.[43]